# The Memphis Horns
The Memphis Horns zijn een Amerikaans blazersensemble waarvan de  leden afkomstig zijn uit Memphis (Tennessee). Sinds 1971 spelen ze als blazerssektie mee op vele platen van Stax Records. Ze begeleiden vooral funk- en soulartiesten als  Isaac Hayes, Otis Redding, Rufus Thomas, Sam and Dave en Aretha Franklin, maar ook artiesten als The Doobie Brothers, U2, de Robert Cray Band en zelfs Elvis Presley. 
De groep werd opgericht door de sessiemuzikanten Wayne Jackson (°24 november 1941 - †21 juni 2016) op trompet en Andrew Love (°21 november 1941 - †12 april 2012) op tenorsaxofoon. Andere leden waren Jack Hale (1955) trombone, Ed Logan (°12 februari 1945 - †13 april 2000) tenorsax, James Mitchell op bariton-saxofoon, Ben Cauley en Roger Hopps op trompet. In de loop van de tijd verdwenen ze weer, zodat de oprichters overbleven als duo. In 2003 moest Love zich wegens ziekte (alzheimer) terugtrekken uit de muziek. Zijn plaats werd aanvankelijk ingenomen door Tom McGinley, maar in 2007 kwam Jack Hale terug bij de Memphis Horns.
In 2008 werden The Memphis Horns opgenomen in de Musicians Hall of Fame.

## Discografie
- The Memphis Horns (1970)
- Horns For Everything (1972)
- High On Music (1976)
- Get Up and Dance (1977)
- The Memphis Horns Band II (1978)
- Welcome To Memphis (1979)
- Flame Out (1992)
- The Memphis Horns With Special Guests (1995)
- Wishing You A Merry Christmas (1996)